# The Meters
The Meters è un gruppo musicale di musica funk. Venne fondato a New Orleans (nel Louisiana) come gruppo di accompagnamento di Fats Domino e fu attivo dalla fine degli anni sessanta fino al 1977.
Nonostante pochi, seppur noti, successi musicali, i Meters sono citati, insieme ad altri artisti come James Brown, fra i "padrini" della musica funk, nonché una delle formazioni più influenti dello stile. Vengono inoltre nominati fra coloro che ispirarono, tra gli altri, Lee Dorsey, Robert Palmer e Dr. John.
La loro musica si può definire come un insieme di groove melodici, stretti e sincopati, includenti forti riff di chitarra e tastiera.
I loro brani Cissy Strut e Look-Ka Py Py vengono considerati classici del funk.

## Storia del gruppo
Il funk di New Orleans nacque, secondo alcuni, grazie ai fratelli Arthur e Aaron Neville. Art esordì, durante gli anni del liceo, con gli Hawketts: un complesso di amichetti.
Nel 1955, i due fratelli ebbero un successo nazionale con il brano Mardi Gras Mambo, e, successivamente, Aaron dovette congedarsi momentaneamente da Art quando partì per il servizio militare.
A partire dagli anni sessanta, Aaron divenne noto grazie a canzoni che sfruttavano uno stile di canto yodel su una base rhythm and blues (Over You, 1960; Waiting At The Station, 1962; Tell It Like It Is, 1966), mentre Art fu meno attivo, sebbene le sue tracce siano considerate migliori (Zing Zing, 1958; e All These Things, 1962). Alla fine degli anni sessanta, i due fratelli vennero ingaggiati da Allen Toussaint (New Orleans, nato il 14 gennaio 1938) con il quale intrapresero una lunga collaborazione. Considerato, a partire da quel decennio, una "leggenda" del R&B di New Orleans nonché una figura di riferimento come autore, artista solista, arrangiatore, produttore e pianista, Touissant divenne noto per aver collaborato con celebri musicisti blues e rock, e per aver ottenuto la Rock and Roll Hall of Fame nel 1998.
I Meters vennero fondati nel 1966, ed erano modellati sulla "falsariga" di Booker T. & the M.G.'s, che presentavano una delle più celebri linee ritmiche della musica nera. La nuova formazione adattò il vecchio e pesante rhythm and blues pianistico al funky elettrico di Sly Stone, come avviene in strumentali da ballo come Cissy Strut, presente nel loro omonimo esordio del 1969 (considerato inoltre il loro capolavoro).
Attraverso album come Look-A Py Py (1970) e Struttin' (1972) vennero citati fra gli "ambasciatori itineranti" della musica di New Orleans. Durante il 1970, i Meters si costruirono una carriera e ridefinirono il loro stile funk componendo brani quali "Look Ka Py Py", "Fire On The Bayou" e "Africa".
Il loro stile definì il moderno funk di New Orleans. Nel 1975 si piazzarono in una "top 40" con Hey Pocky A-Way, ottenendo significativi apprezzamenti fra la critica e gli ascoltatori di rock. Grazie alla notorietà di quel brano, la band venne, inoltre, invitata ad aprire i tour dei Rolling Stone tra il 1975 e il 1976.
Durante gli stessi anni, i Meters intrapresero il progetto della Wild Tchopitoulas con il cugino di Art, lo zio George, Amos Landry, e due membri appartenenti alla band ufficiale del Mardi Gras delle tribu' indigene nere. I Meters, i Landrys, i Neville Brothers—Aaron, Charles, Art, e Cyril, furono tutti partecipi alle registrazioni dell'album Wild Tchopitoulas, che ricevette ottime recensioni alla sua uscita avvenuta nel 1976. Nonostante il successo del disco, il gruppo stava sentendosi forzato dal tipo di sound.Tali sospetti furono confermati l'anno seguente quando la formazione si separò da Toussaint e Sehorn, dichiarando di sentire il bisogno di dare un'identità alla loro direzione artistica. Più tardi pubblicarono New Directions nel 1977, ma, subito dopo la sua apparizione, i due ex produttori reclamarono i diritti sul nome del gruppo. Fu così che, al fine di evitare litigi, il gruppo si sciolse: Art e Cyril formarono The Neville Brothers con Aaron e Charles, mentre gli altri tre componenti divennero musicisti da session a New Orleans.
Zigaboo Modeliste, in particolare, divenne un noto musicista professionista, partecipò ad un tour con i New Barbarians nel 1979, e traslocò a Los Angeles negli anni ottanta.
I Meters si riunirono come gruppo turnista nel 1990, con il batterista Russel Batiste che sostituì l'originario Modeliste.
Quattro anni dopo, Nocentelli lasciò la band, presumibilmente a causa di un disaccordo con Art dovuta ad una questione legata ai musicisti hip hop che riproponevano i loro vecchi pezzi. Fu rimpiazzato da Brian Stoltz, che aveva suonato con The Neville Brothers.
I Meters continuarono ad andare in tour durante gli anni novanta.

## Discografia
- 1969 - The Meters (Josie Records)
- 1970 - Look-Ka Py Py (Josie Records)
- 1970 - Struttin' (Josie Records)
- 1972 - Cabbage Alley (Reprise Records)
- 1974 - Rejuvenation (Reprise Records)
- 1974 - Cissy Strut (Island Records) Raccolta
- 1975 - Fire on the Bayou (Reprise Records)
- 1975 - The Best of The Meters (Virgo Records) Raccolta
- 1976 - Trick Bag (Reprise Records)
- 1976 - The Wild Tchoupitoulas (Island Records) a nome The Wild Tchoupitoulas
- 1977 - New Directions (WB Records)
- 1980 - Second Line Strut (Charly R&B Records) Raccolta
- 1986 - Here Come the Metermen (Charly R&B Records) Raccolta
- 1987 - Second Line Funk (P-Vine Records) Raccolta
- 1990 - Good Old Funky Music (Rounder Records)
- 1991 - Funky Miracle (Charly Records) Raccolta
- 1992 - Uptown Rulers! (Live on the Queen Mary) (Rhino Records)
- 1993 - The Legendary Meters: Live at the Moonwalker (Lakeside Records)
- 1994 - Fundamentally Funky (Charly Records) Raccolta